# シュド・エスト SE.3130
SE.3130 アルエットII
ル・ブルジェ航空宇宙博物館に展示されているアルエットII
- 用途：一般航空, 警察, 救難, 連絡, 攻撃
- 分類：軽汎用ヘリコプター
- 製造者：シュド・アビアシオン/アエロスパシアル
- 運用者：#運用
- 初飛行：1955年3月12日
- 生産数：1,300機以上
- 生産開始：1956年
- 運用開始：1957年5月2日

SE.3130 アルエット II（Alouette II）は、フランスの元々はシュド・アビアシオン社で、後にアエロスパシアル社で製造された軽ヘリコプターである。アルエット IIは、従来の重いレシプロエンジンの替わりにガスタービンエンジンを搭載した最初の量産ヘリコプターであった。 なお、愛称に関してはアルーエト IIという表記も見られる。
大部分のアルエット IIは、軍隊で観測、写真撮影、空中/洋上での救難救助、連絡と訓練任務に使用されたが、対戦車ミサイルやホーミング魚雷も搭載された。民間用ヘリコプターとしては負傷者の救助（外部に2基の担架用荷籠）、農薬散布やフライングクレーン（500kgの外部吊り下げ能力）用途に使用された。

## 運用の歴史

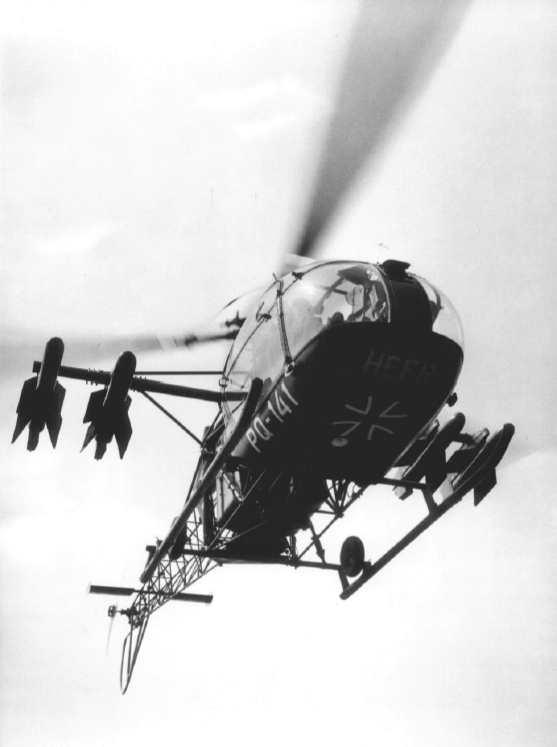
ノール SS.11対戦車ミサイルを搭載した西ドイツ陸軍のアルエット II

シュド・エスト社（SNCASE）が設計した前作のSE.3120 アルエットは、1953年6月にヘリコプターの速度と航続距離の記録を樹立したが、この機は市場で成功作となるには複雑過ぎる航空機であった。記録樹立に伴ってフランス政府は興味を示し始めたが、財政状況の悪化と共に2年以内に生産に入れるヘリコプター以外の回転翼機に関する全ての活動を停止するように最終通告が出された。SNCASE（Sud-Est）は、X.310AからX.310Gまでの7種類のガスタービンエンジン搭載のヘリコプターを提案した。チュルボメカ社の創立者Joseph Szydlowskiは、オレドン（Orédon）タービンから派生した260hpを発生するアルトウステ 1軸ターボシャフトエンジンの開発を成功に導いた。X.310G案が採用され、アルトウステ エンジンと共にSE.3130 アルエット IIとしての生産に向け開発が進められた。
SE.3130は1955年3月12日に初飛行を行い、3ヶ月以内の6月6日にジャン・ボレー（Jean Boulet）操縦の前量産型アルエット IIが8,209mのヘリコプターによる高度記録を樹立し、7月13日に記録を10,984mに更新した。
1956年7月3日にアルエット IIは、標高4,000m以上から心臓停止した登山者を救助して山岳救助を行った最初のヘリコプターとなり、1957年1月3日に再びアルエット IIがモンブランで行方不明になった登山家のジャン・ヴィンセンドン（Jean Vincendon）とフランソワ・アンリ（François Henry）を捜索中に墜落したシコルスキー S-58の搭乗員を救助するために呼ばれた。
アルエット IIは、1957年5月2日に国内の耐空証明を取得した。
アルエット IIの生産は当初はフランス軍と民間からの注文に応じて始まった。軍事面ではアルエット IIは対戦車ミサイル（ノール SS.11）を搭載した世界初のヘリコプターとなり、1975年に生産終了となるまでに総計1,500機以上のアルエット IIが製造され、47の軍事組織を含む80ヶ国以上で使用された。アルエット IIはブラジル、スウェーデン、インド、アメリカでもライセンス生産された。

## 派生型
SE.3130 アルエット II
1967年以降はSA 313B アルエット IIと改称。
SE.3131 ガヴァナー（Gouverneur）
VIP輸送モデル。アエロスパシアル アルエット IIIの前身。
SE.3140 アルエット II
298kW（400hp）のチュルボメカ テュルモ II エンジンを搭載した提案モデル。製造されず。
HKP 2 アルエット II
スウェーデンでライセンス生産されたSE.3130。
SA 318C アルエットII アスタゾウ
550shp（410kW）のチュルボメカ アスタゾウ IIA（360shpに減格）エンジンとアルエット IIIの強化型トランスミッションを装着したモデル。
SE.3180 アルエット II
1967年以降SA 318C アルエット IIと改称 。SE.3150から派生。顧客の要望などから、より経済的なチュルボメカ アスタゾウ IIAエンジンと新型遠心クラッチを搭載したモデル。

## 運用
アンゴラ
 アルゼンチン
 オーストリア
16機
 ベルギー
39機
 ベナン

数機がビアフラ空軍により使用された。
 ボリビア
 ブラジル
 カンボジア
8機
 カメルーン
 中央アフリカ
 チリ
 コートジボワール
2機
 ジブチ
 ドミニカ共和国
2機
 エクアドル
 エルサルバドル
 フィンランド
2機
 フランス
363機
 ドイツ
267機
 ギニアビサウ
 インドネシア
3機
 イスラエル
第124飛行隊 - 4機 (1957年-1965年)
第100飛行隊 - 2機 (1965年-1967年)
第125飛行隊 - 11機 (1967年-1983年 )
 ケニア
ケニア空軍 - 退役済み。
 ラオス
2機
 レバノン
3機
 メキシコ
2機
 モロッコ
14機
 オランダ
8機
 パキスタン
12機
 ペルー
6機
 ポルトガル
7機
 ルーマニア
2機
 セネガル
 韓国
 南アフリカ連邦
- 南アフリカ空軍[4] - 退役済み[5]。7機。

 ベトナム共和国
 スウェーデン
25機
 スイス
30機
 トーゴ
 チュニジア
8機
 トルコ
 イギリス
- イギリス陸軍航空隊

17機
 ザイール
3機

## 要目
（アルエット II）
- 定員：乗員1名
- 搭載量：乗客4名
- 全長：9.70m（31ft 10in）
- 全高：2.75m（9ft 0in）
- 主ローター直径：10.20m（33ft 6in）
- 主ローター旋回面積：81.7m²（879.4ft²）
- 空虚重量：895kg（1,975lb）
- 最大離陸重量：1,600kg（3,525lb）
- エンジン：1×チュルボメカ アルトウステ II C6 ターボシャフトエンジン、410kW（550hp）
- 最高速度：185km/h=M0,15（99.9knots, 115mph）
- 巡航高度：2,250m（7,380ft）
- 航続距離：565km（305nm, 350mi）
- 上昇率：4.2m/s（825ft/min）

## 登場作品

### 映画・テレビドラマ
『ウルトラシリーズ』
撮影には、三ツ矢航空の所有機が使用されている。
『ウルトラQ』
星川航空の所有機として登場。
『ウルトラマン』
第9話に登場。主人公たちが搭乗し、ウランカプセルを吊り下げてガボラを誘導する。
『フランケンシュタイン対地底怪獣』
主人公たちがチャーターしたヘリコプターとして登場。
『モスラ対ゴジラ』
毎朝新聞の報道ヘリコプターとして登場。
『やくざ刑罰史 私刑!』
第三話「現代編」に登場し、暴力団組長（沢彰謙）が操縦している。金地金を持ち逃げした元組員（池田謙治）を、組員の林彰太郎が垂らしたロープで空中に吊り下げる。そして、わざと激しく飛行して、元組員を地面や突起物に衝突させて拷問する。
『妖星ゴラス』
宇宙省のヘリコプターとして登場。

### テレビコマーシャル
『IBCニュースエコー』
1977年の番組開始時の番宣に登場。